# Anthem (Less Than Jake)
Anthem è un album del gruppo ska punk statunitense Less Than Jake. I singoli estratti da questo album sono "She's Gonna Break Soon" e "The Science of Selling Yourself Short", due dei più grandi successi dei Less Than Jake dal punto di vista commerciale. Il cd contiene un artwork diverso per ogni traccia, notevoli quello di Shepard Fairey degli Obey Giant per "The Upwards War and the Down Turned Cycle" e di Chip Wass per "The Science of Selling Yourself Short". Anthem è composto da 13 canzoni di cui una, la tredicesima, suddivisa in due parti (The Brightest Bulb Has Burned Out, e Screws Fall Out), più una reinterpretazione di Look What Happened cantata da Heather dei Teen Idols ed una cover di Surrender dei Cheap Trick. La versione giapponese dell'album include invece A.S.A.O.K. al posto di Surrender.

## Tracce
1. Welcome to the New South  – 2:46
2. The Ghosts of Me and You  – 3:21
3. Look What Happened  – 3:06
4. The Science of Selling Yourself Short  – 3:07
5. Short Fuse Burning  – 2:19
6. Motown Never Sounded So Good  – 2:38
7. The Upwards War and the Down Turned Cycle  – 2:59
8. Escape From the A-Bomb House  – 3:31
9. Best Wishes to Your Black Lung  – 2:54
10. She's Gonna Break Soon  – 3:14
11. That's Why They Call It a Union  – 3:03
12. Plastic Cup Politics  – 2:17
13. The Brightest Bulb Has Burned Out/Screws Fall Out  – 4:54
14. Surrender  – 3:45

## Temi trattati
In aggiunta ai tipici temi trattati dai Less Than Jake come alcolismo, apatia ed isolamento, Anthem propone canzoni d'impatto su difficili situazioni familiari (ad esempio in "Escape From the A-Bomb House" e "That's Why They Call it a Union").

## Album Artwork
Il CD contiene un artwork diverso per ogni traccia più uno non associato ad un pezzo in particolare ma comunque presente nel libretto.

### Copertina
Idea di Stephanie Allen
Artwork di Erik Davison

### Tracce
1. "Welcome to the New South"  – Jeff Soto
2. "The Ghosts of Me and You"  – Steve Vance
3. "Look What Happened"  – Wendy Ann Gardner
4. "The Science of Selling Yourself Short"  – Chip Wass
5. "Short Fuse Burning"  – Florenzio Zavala
6. "Motown Never Sounded So Good"  – Kurt Halsey Fredericksen
7. "The Upwards War and the Down Turned Cycle"  – Shepard Fairy
8. "Escape From the A-Bomb House"  – David Choe
9. "Best Wishes to Your Black Lung"  – Alison Zawacki
10. "She's Gonna Break Soon"  – Mitch O'Connell
11. "That's Why They Call It a Union"  – Peter Wonsowski
12. "Plastic Cup Politics"  – Scott Sinclair
13. "The Brightest Bulb Has Burned Out" - Camille Rose Garcia "Screws Fall Out"  – Speed Scott Hall
14. "Surrender"  – Jason Miracle